# Manzonia unifasciata
Manzonia unifasciata is een slakkensoort uit de familie van de Rissoidae. De wetenschappelijke naam van de soort is voor het eerst geldig gepubliceerd in 1889 door Dautzenberg.